# وای‌لیا (هاوایی)
وای‌لیا (به انگلیسی: Wailea) یک منطقهٔ مسکونی در ایالات متحده آمریکا است که در هاوایی واقع شده‌است. وای‌لیا ۲۷٫۸ کیلومتر مربع مساحت و ۵٬۹۳۸ نفر جمعیت دارد.